# Hypolepis mitis
Hypolepis mitis là một loài dương xỉ trong họ Dennstaedtiaceae. Loài này được Kze., Kuhn mô tả khoa học đầu tiên năm 1869.
Danh pháp khoa học của loài này chưa được làm sáng tỏ. 